# Ала Аль-Сасі
Ала Аль-Сасі (араб. علاء الصاصي; нар. 2 липня 1987, Ємен) — єменський футболіст, нападник катарського клубу «Ас-Сайлія». Капітан національної збірної Ємену.

## Клубна кар'єра
Вихованець клубу «Аль-Аглі» (Сана), у складі якого розпочав дорослу кар'єру в 2005 році. З 2009 по 2012 рік захищав кольори «Аль-Хіляль ас-Сахлі». У 2012 році виїхав до Іраку, де підписав контракт з місцевим «Аль-Мінаа». Проте вже наступного року повернувся до «Аль-Хіляль ас-Сахлі». З 2014 по 2018 рік знову виступав в «Аль-Аглі» (Сана). Під час зимової перерви сезону 2017/18 років виїхав до Катару, де підсилив клуб «Ас-Сайлія». У другій частині сезону провів 3 матчі в місцевом у чемпіонаті.

## Кар'єра в збірній
У футболці національної збірної Ємену дебютував у 2007 році. 12 березня 2015 року відзначився 3-м голом збірної Ємену в поєдинку кваліфікації чемпіонату світу проти Пакистану. Цей м'яч став 7-м для Али у футболці національної збірної.

## Статистика

### Голи за збірну
Рахунок та результат збірної Ємену подано на першому місці.
| Ала Аль-Сасі – голи за збірну Ємена | Ала Аль-Сасі – голи за збірну Ємена | Ала Аль-Сасі – голи за збірну Ємена                       | Ала Аль-Сасі – голи за збірну Ємена | Ала Аль-Сасі – голи за збірну Ємена | Ала Аль-Сасі – голи за збірну Ємена | Ала Аль-Сасі – голи за збірну Ємена           |
| #                                   | Дата                                | Місце                                                     | Суперник                            | Рахунок                             | Результат                           | Змагання                                      |
| ----------------------------------- | ----------------------------------- | --------------------------------------------------------- | ----------------------------------- | ----------------------------------- | ----------------------------------- | --------------------------------------------- |
| 1                                   | 20 грудня 2006                      | Алі-Мосен Аль-Мурайши, Сана, Ємен                         | Джибуті                             | 1–1                                 | 3–1                                 | кваліфікація кубку націй Перської затоки 2009 |
| 2                                   | 20 січня 2007                       | Мохамед Бін Заєд, Абу-Дабі, Об'єднані Арабські Емірати    | ОАЕ                                 | 1–2                                 | 1–2                                 | Кубок націй Перської затоки 2007              |
| 3                                   | 15 лютого 2010                      | Алі-Мосен Аль-Мурайши, Сана, Ємен                         | Кенія                               | 2–1                                 | 3–1                                 | Товариський                                   |
| 4                                   | 15 лютого 2010                      | Алі-Мосен Аль-Мурайши, Сана, Ємен                         | Кенія                               | 3–1                                 | 3–1                                 | Товариський                                   |
| 5                                   | 13 жовтня 2010                      | Спортивний комплекс «Шрі Шив Чхатрапаті», Пуне, Індія     | Індія                               | 4–2                                 | 6–3                                 | Товариський                                   |
| 6                                   | 13 жовтня 2010                      | Спортивний комплекс «Шрі Шив Чхатрапаті», Пуне, Індія     | Індія                               | 5–2                                 | 6–3                                 | Товариський                                   |
| 7                                   | 28 жовтня 2010                      | Аден, Ємен                                                | Сенегал                             | 4–1                                 | 4–1                                 | Товариський                                   |
| 8                                   | 23 червня 2012                      | ім. Принца Абдулли Аль-Файсала, Джидда, Саудівська Аравія | Лівія                               | 3–1                                 | 3–1                                 | Кубок арабських націй 2012                    |
| 9                                   | 15 листопада 2013                   | Халіфа, Доха, Катар                                       | Катар                               | 1–1                                 | 1–4                                 | кваліфікація кубку Азії 2015                  |
| 10                                  | 12 березня 2015                     | Гранд Хамад, Доха, Катар                                  | Пакистан                            | 3–1                                 | 3–1                                 | кваліфікація Чемпіонату світу 2018            |
| 11                                  | 28 березня 2017                     | Сулейман Бін Хамад, Доха, Катар                           | Таджикистан                         | 2–1                                 | 2–1                                 | кваліфікація кубку Азії 2019                  |

## Досягнення

### Клубні
«Аль-Аглі» (Сана)
- Єменська ліга
  -  Чемпіон (1): 2006/07

- Кубок Президента Ємену
  -  Володар (1): 2009

- Суперкубок Ємену
  -  Володар (3): 2007, 2008, 2009